# 棠樾牌坊群
棠樾牌坊群位于中国安徽省黄山市歙县郑村镇棠樾村，1996年列为第四批全国重点文物保护单位。
棠樾牌坊群为徽州地区代表性的牌坊建筑，规模宏伟、雕刻华丽，由建于明代和清代不同时期的7座牌坊组成，包括：
1. 慈孝里坊：建于明永乐十八年（1420年），旌表宋末元初鲍宗岩、鲍寿孙父子遭盗匪绑架，争相赴死，最后感动盗贼，将其释放的事迹[2]。永乐皇帝曾题诗：“父遭盗缚迫凶危，生死存亡在一时……鲍家父子全仁孝，留取声名照古今。”
2. 鲍灿孝子坊：建于明嘉靖十三年（1534年），旌表兵部右侍郎鲍灿为老母两足吮脓的孝行。后在其孙鲍象贤的请求下，朝廷批准建造牌坊。
3. 鲍文龄妻节孝坊：建于清乾隆四十一年（1776年），镌刻“矢贞全孝”、“立节完孤”字样，旌表鲍文龄妻汪氏守节二十年，抚养孤子成人。
4. 鲍漱芳父子义行坊（乐善好施坊）：建于清嘉庆二十五年（1820年），旌表两淮盐商鲍漱芳、鲍均父子捐献巨资，用于军需、赈灾等。
5. 鲍文渊妻节孝坊：建于清乾隆五十二年（1787年），镌刻“节劲三冬”、“脉存一线”字样，旌表鲍文渊继妻吴氏从江苏嘉定嫁到棠樾村，守节六十年，抚养前妻之子鲍元标成人，并修祖墓。
6. 鲍逢昌孝子坊：建于清嘉庆二年（1797年），镌刻“天鉴精诚”、“人钦真孝”字样，旌表孝子鲍逢昌清顺治三年（1646）14岁乞食寻父、最终在雁门古寺找到失踪几年的父亲；又徒步到浙江桐庐登山寻药、割股医母的孝行。
7. 鲍象贤尚书坊：建于明天启二年（1622年），镌刻“命涣丝伦”、“官联台斗”字样。鲍家第16代鲍象贤（1496—1568）为嘉靖八年（1529）进士，官至兵部左侍郎，嘉靖十七年（1538）平定云南元江战乱，明隆庆二年（1568）去世，卒封赠工部尚书。后在许国的呼吁下为他修建了尚书牌坊。

牌坊群旁有三座祠堂，即鲍氏支祠（敦本堂）、世孝祠和女祠清懿堂。
瓊瑤劇煙鎖重樓曾在該地取景拍攝，其原作小說也是以該地做為靈感創作出來。